# کلین فورکاهورن
کلین فورکاهورن (به لاتین: Klein Furkahorn) یک کوه در سوئیس است که در کانتون وله واقع شده‌است. کلین فورکاهورن ۳٬۰۲۶ متر بالاتر از سطح دریا واقع شده‌است.